# Amos Hochstein

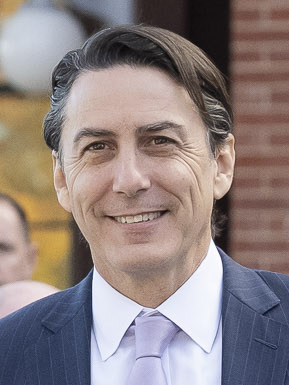
Amos Hochstein (2024)

Amos J. Hochstein (* 4. Januar 1973 in Israel) ist ein israelisch/US-amerikanischer Diplomat und Experte für Nationale Sicherheit und Energiewirtschaft. Er war von 2017 bis Oktober 2020 Aufsichtsratsmitglied im staatlichen ukrainischen Energiekonzern Naftogaz. Seit August 2021 ist er Beamter für Energiesicherheit im Außenministerium der Vereinigten Staaten; er war der Sondergesandte für die Politik gegen die deutsch-russischen Gaspipeline Nord Stream 2.

## Leben
Als Kind jüdisch/US-amerikanischer Eltern wurde Hochstein in Israel geboren und wuchs dort auf. Von 1992 bis 1995 leistete er Militärdienst bei den Israelischen Verteidigungsstreitkräften.
Hochstein arbeitete für den US-Kongress, sagte dort als Gutachter aus und diente in der Obama-Regierung unter den Außenministern Clinton und Kerry. 2011 wurde er zum Sondergesandten und Koordinator für Internationale Energie-Angelegenheiten ernannt.
Nach dem Regierungswechsel verließ Hochstein den Staatsdienst und begann im März 2017 als Senior Vice President Marketing für Tellurian zu arbeiten, eine private LNG-Firma mit Sitz in Houston; im September 2020 verließ er das Unternehmen. Hochstein ist Vorstands-Mitglied des Atlantic Council und des U.S.-India Business Council. 
Hochstein wurde 2017 zum unabhängigen Direktor des Aufsichtsrats von Naftogaz ernannt, dem größten ukrainischen Staatsunternehmen. Er trat im Oktober 2020 zurück, indem er einen Meinungsbeitrag veröffentlichte.
Im August 2021 ernannte US-Außenminister Antony Blinken den Diplomaten Hochstein zum „Sonderbeauftragten für Nord Stream 2“ mit der Aufgabe, das Projekt zu verhindern.
Als von US-Präsident Joe Biden eingesetzter Sonderbeauftragter vermittelte Hochstein seit Sommer 2021 im Streit um die israelisch-libanesische Seegrenze.

## Persönliches
Hochstein ist mit Julie Rae Ringel verheiratet. Sie haben vier Kinder und leben in Washington, D.C. Er sieht sich als moderner Orthodoxer Jude.